# Kyokutō I Love You
Kyokutō I Love You (極東 I Love You) è il dodicesimo album in studio del gruppo musicale giapponese Buck-Tick, pubblicato nel 2002.

## Tracce
Testi di Atsushi Sakurai; musiche di Hisashi Imai, eccetto dove indicato.

1. Shippuu no Blade Runner (疾風のブレードランナー) (testo: Imai)
2. 21st Cherry Boy (testo: Sakurai & Imai)
3. Warp Day
4. Shanikusai -Carnival- (謝肉祭-カーニバル-) (musica: Hidehiko Hoshino)
5. Trigger
6. Long Distance Call
7. Kyokutou Yori Ai wo Komete (極東より愛を込めて)
8. Ghost
9. Brilliant (musica: Hoshino)
10. Oukoku Kingdom Come -Moon Rise- (王国 Kingdom come-moon rise-)
11. Continue

## Formazione
- Atsushi Sakurai - voce
- Hisashi Imai - chitarra
- Hidehiko Hoshino - chitarra
- Yutaka Higuchi - basso
- Toll Yagami - batteria